# Silent Hill (jeu vidéo)
Pour les articles homonymes, voir Silent Hill.
 (mai 2017).
Si vous disposez d'ouvrages ou d'articles de référence ou si vous connaissez des sites web de qualité traitant du thème abordé ici, merci de compléter l'article en donnant les références utiles à sa vérifiabilité et en les liant à la section « Notes et références ».
Silent Hill est un jeu vidéo de type survival horror développé par Konami CE Tokyo et édité par Konami en 1999 sur PlayStation. Réputé pour avoir révolutionné le jeu d'horreur par son approche psychologique de la peur, le titre de Keiichiro Toyama a connu un succès international. Il marque les débuts d'une longue série de jeux qui s'est poursuivie jusqu'en 2012. Christophe Gans en a réalisé l'adaptation cinématographique en 2006.
Silent Hill possède une identité souvent jugée plus aboutie que d'autres titres de l'époque, comme ceux de la série concurrente Resident Evil. Les idées originales de gameplay, la mise en scène ingénieuse de par le positionnement des caméras et l'expressivité des personnages, la bande-son maîtrisée d'Akira Yamaoka et le scénario recherché, rappelant L'Échelle de Jacob d'Adrian Lyne auquel le jeu emprunte un bon nombre d'éléments visuels, certains films de David Lynch ou encore l'univers de H. P. Lovecraft, font de cette production une œuvre notable de la cinquième génération de console.
En 2025, il est annoncé qu'un remake du jeu par Bloober Team est en développement.

## Trame

### Univers
Le jeu se déroule à Silent Hill, une ville fictive des États-Unis située dans l'état du Maine[source insuffisante]. Cette station balnéaire reculée, bâtie sur les rives d'un lac, a connu son apogée économique il y a quelques années, mais depuis un incendie tragique survenu sept ans auparavant, la ville traverse une période de déclin, et la population est en proie à une triste apathie. Harry Mason est le père de Cheryl, petite fille aux cheveux d'un noir profond, discrète et réservée, que lui et sa femme, décédée depuis, ont adoptée environ sept années auparavant après l'avoir trouvée sur le bord d'une route menant à Silent Hill.
La saison touristique est passée depuis un moment, mais Harry Mason décide de prendre des vacances tardives avec sa fille. Il cède aux supplications de Cheryl quant au lieu de destination, à savoir l'emmener à Silent Hill, malgré son étonnement, ne lui ayant jamais parlé ni de son adoption ni de la ville. En raison d'un problème mécanique sur le trajet, leur voiture n'atteint la ville de Silent Hill qu'une fois la nuit tombée. Aux abords de la ville, leur véhicule fait une embardée et Harry perd connaissance dans l'accident. Lorsqu'il se réveille, la ville est plongée dans le brouillard, et Cheryl a disparu. Dès lors, son objectif est de retrouver sa fille.
La ville de Silent Hill, telle que la perçoivent Harry et les différents personnages du jeu, est le théâtre de phénomènes étranges et surnaturels. Ainsi, la ville est en permanence plongée dans le brouillard ou dans la nuit, et de la neige tombe du ciel sans que la saison ne le justifie. Différents types de monstres, plus ou moins agressifs et imposants, mais tous à l'apparence difforme, abondent dans les rues et les bâtiments. La ville apparaît déserte et les habitants humains sont extrêmement rares. L'entrée de certains bâtiments est bloquée, et il est parfois nécessaire de résoudre des énigmes pour en ouvrir l'accès. Des éléments macabres, tels que des taches de sang ou des cadavres, sont présents en divers endroits de la ville. Enfin, les routes permettant d'entrer et de sortir de la ville sont abruptement coupées, laissant place à des gouffres sans fin.
En certaines occasions, marquées par la tombée subite de la nuit et le son lancinant d'une sirène, la ville plonge dans un second niveau de réalité, à l'apparence encore plus morbide et où les événements surnaturels sont d'autant plus nombreux. Dans cette dimension parallèle, la rouille, le feu et le sang sont les éléments majeurs du décor. Dans le jeu, Harry Mason fait référence à cette réalité parallèle sous le terme "autre monde" (otherworld en version anglaise). Il émet également la supposition que ce monde, ainsi que les créatures morbides qui l'habitent, est la matérialisation des cauchemars d'une personne habitant la ville.

### Scénario
Le trajet vers Silent Hill est long, la nuit tombe. Aux abords de la ville, Harry est dépassé par une motarde de la police. Plus loin, il aperçoit la moto gisant sur le bas-côté, sans sa pilote. À peine Harry tourne-t-il la tête que les phares de son véhicule illuminent une silhouette adolescente devant lui. Il tente de l'éviter, mais la voiture fait une embardée et une sortie de route. Harry perd connaissance. Quand il reprend ses esprits, Cheryl a disparu. Déboussolé, il s'extirpe de son véhicule avec une seule idée en tête : retrouver sa fille.
À l'extérieur, il est frappé par le froid glacial et l'épais brouillard, traversé par de gros flocons de neige hors saison qui recouvre la ville de Silent Hill. Harry cherche de l'aide des yeux mais la ville semble déserte. Quand il croit voir sa fille errant dans les rues, il la suit jusqu'à une allée où il découvre des corps mutilés sur des grillages rouillés alors que la nuit tombe en un instant. Il perd conscience après s'être fait attaquer par des monstres et se réveille dans un dinner devant Cybil Bennett, la motarde qu'il a croisé avant d'entrer dans la ville. Policière de la ville voisine de Brahms, elle est aussi perdue que lui mais accepte de l'aider à retrouver Cheryl et lui confie une arme. Harry retourne explorer la ville, suivant des messages laissés sur les feuilles du carnet à dessins de Cheryl qui le mènent à l'école, où il replonge, après qu'une sirène retentisse au loin, dans un monde absurde envahi par des monstres et où les murs deviennent des grillages rouillés marqués d'un étrange symbole ésotérique. Ses pas le mènent vers l'adolescente qu'il a manqué de renverser mais elle disparaît aussitôt qu'il la voit. Alors que le jour revient et que le monde revient à la normale, Harry se rend à l'église de la ville où il rencontre la mystérieuse Dahlia Gillespie qui lui explique que cette jeune fille est responsable de la montée des ténèbres sur la ville et que celle-ci sera achevée quand le symbole sera complètement rempli à moins que Harry n'utilise le Flauros, un étrange objet, contre l'adolescente, ce qui sauverait sa fille. Harry poursuit sa route qui le mène à l'hôpital Alchemilla où il rencontre le Dr Kaufmann, aussi perdu que lui devant les monstres, et l'infirmière Lisa Garland qui dit ne rien savoir des événements, ayant perdu connaissance et s'étant réveillée dans ce monde déformé.
Harry continue d'explorer la ville et finit par découvrir l'existence d'un trafic de drogue, la White Claudia, autour de la zone touristique de Silent Hill, dans lequel serait impliqué l'Ordre, un culte local. En arrivant au parc d'attractions de la ville, Harry retrouve Cybil, possédée par un parasite ; selon l'action envisagée, Harry la sauve ou la laisse pour morte en proie au parasite. Plus tard, Harry retrouve l'adolescente, piégée par le Flauros. Dahlia réapparait, satisfaite de son plan : malgré lui, Harry capture une manifestation de l'esprit de la fille de Dahlia, Alessa, étant le seul à pouvoir l'approcher. Harry s'évanouit et se réveille dans le « Nowhere », une dimension où la logique et les lois physiques n'existent plus. Il y retrouve Lisa qui a compris qu'elle était morte et qu'elle n'est rien de plus qu'un esprit ; elle commence à se transformer tandis qu'Harry prend la fuite. Grâce au journal intime de Lisa et aux dernières explications de Dahlia, Harry comprend ce qu'il s'est passé dans la ville sept ans auparavant : au cours d'un rituel de l'Ordre, Dahlia avait mis le feu à sa maison dans laquelle se trouvait Alessa, espérant ainsi permettre la naissance du Dieu de son culte. Mais le rituel échoua, laissant Alessa rendue immortelle par le pouvoir du Dieu et marquée de sévères brûlures dont s'occupa Lisa, contrainte par le Dr Kaufmann. Au cours du rituel, l'âme d'Alessa résista et se scinda finalement en deux parties, l'esprit d'Alessa hantant la ville d'une part et l'autre devenant Cheryl. Plus tard, lorsqu'elle s'en aperçut, Dahlia jeta un sort permettant le retour de Cheryl dans la ville afin de terminer le rituel ; Alessa tenta de la repousser grâce à son symbole. Ce plan échoué, Dahlia peut maintenant réunir les deux parties de l'âme pour donner naissance à son dieu.

### Fins
Le dénouement du jeu dépend de deux actions du joueur au cours de la partie, selon qu'il a sauvé Cybil ou non et s'il a fait en sorte que le Dr Kaufmann récupère une bouteille d'Aglaophotis, un liquide rouge permettant de repousser les démons. Quatre fins sont possibles :
- "Good+" (Très bonne fin) : Kaufmann est en possession de l'Aglaophotis et Cybil est encore en vie. Kaufmann apparaît au cours du rituel et, se sentant trahi par Dahlia, utilise l'Aglaophotis pour expulser le dieu du corps d'Alessa, créant l'Incubus. Après que Harry tue le monstre, Alessa revient et engendre un bébé, nouvelle réincarnation d’elle-même et de Cheryl, qu'elle confie à Harry avant de lui permettre de fuir aux côtés de Cybil. Kaufmann tente également de les suivre, mais il est rattrapé par l'esprit de Lisa qui l'emmène dans les ténèbres avec lui. Après le générique, une scène indique que Cybil et Harry adoptent le bébé ensemble.
- "Good" (Bonne fin) : Kaufmann est en possession de l'Aglaophotis, et Cybil est morte. Le dénouement est le même que la fin Good+, mais Harry est seul à prendre la fuite avec le bébé. La scène post-générique le montre quittant la ville de Silent Hill seul, avec le bébé dans ses bras. Cette fin est établie comme la fin canonique d'après les événements de Silent Hill 3 et de Silent Hill: Homecoming[13].
- "Bad" (Mauvaise fin) : Kaufmann n'a pas reçu l'Aglaophotis, et Cybil est encore en vie. Le rituel est accompli et Alessa se transforme en Déesse, qui tue aussitôt Dahlia. Harry est obligé d'affronter Alessa elle-même, qui meurt après l’avoir remercié. Il est rongé par le meurtre qu'il vient de commettre, mais Cybil arrive pour lui faire reprendre raison et le convaincre de fuir la ville. Toutefois, Alessa étant morte, l'otherworld commence à s'effondrer autour d'eux, et il est difficile de savoir s'ils parviennent à s'échapper.
- "Bad+" (Très mauvaise fin) : Kaufmann n'a pas reçu l'Aglaophotis, et Cybil est morte. La fin est similaire à la fin Bad, mais après le combat, Harry reste désemparé à l'idée de la mort de sa fille tandis que l'otherworld s'effondre autour de lui. Après le générique de fin, une scène le montre dans sa voiture, inconscient, une blessure à la tête, suggérant que l'ensemble des événements du jeu n'était qu'une hallucination vécue par lui dans son agonie à la suite de l'accident de voiture.

#### Fin bonus
Une fin bonus, appelée "UFO" (OVNI en français) est disponible après avoir terminé le jeu une première fois. Pour l'obtenir, il est nécessaire de recommencer une partie, afin d'obtenir une gemme bleue et de l'utiliser à différents endroits du jeu, dont une dernière fois au sommet du phare de Silent Hill. Là, Harry voit apparaître au loin des soucoupes volantes, d'où sortent des extraterrestres. Ces derniers l’enlèvent avant de repartir à bord de leurs soucoupes volantes. Cette fin est à vocation humoristique, les développeurs souhaitant trouver une explication comique aux événements surnaturels de Silent Hill.

### Personnages
Harry Mason, un écrivain veuf, se rend en vacances à Silent Hill avec sa fille adoptive Cheryl. Lorsqu'il reprend conscience après un accident de voiture, il se rend compte que Cheryl a disparu, et part à sa recherche à travers la ville. Il fait la rencontre de Cybil Bennett, une agente de police de la ville voisine. Tout aussi perdue qu'Harry, elle lui apporte néanmoins son aide, tant bien que mal. Ils croisent ensuite la route de plusieurs habitants de la ville : Dahlia Gillespie, une femme pieuse liée au culte de l'Ordre qui fournit à Harry des indications énigmatiques, Michael Kaufman, le médecin corrompu de la ville qui utilise le trafic de White Claudia pour s'enrichir, et Lisa Garland, une infirmière apeurée qui semble dépassée par les évènements, et s'est réfugiée dans l'hôpital Alchemilla. Enfin, une jeune fille du nom d'Alessa fait régulièrement son apparition sur le chemin d'Harry, telle une âme en peine…

### Monstres
Au cours du jeu, Harry fait face à différentes créatures monstrueuses. Comme le jeu le révèle au fil du scénario, ces monstres - de même que les autres événements surnaturels qui frappent la ville - sont une projection de l'inconscient tourmenté d'Alessa Gillespie. Le nom de ces créatures n'est jamais révélé dans le jeu, mais le livre Book of Lost Memories, publié par Konami conjointement avec le guide officiel de Silent Hill 3, détaille leur nom et leur symbolisme. Ainsi, la présence de chiens et de monstres insectoïdes retranscrivent les phobies d'Alessa, les monstres humanoïdes renvoient aux enfants qui la tourmentaient ou aux adultes dont elle avait peur, et les monstres à l'apparence de ptérodactyle proviennent de l'un de ses livres préférés, Le Monde perdu d'Arthur Conan Doyle.
Deux autres monstres, à l'allure d'une chenille et d'un papillon de nuit, représentent quant à eux des spécimens de la collection de papillons qu'Alessa avait accrochée dans sa chambre. Le boss final du jeu peut prendre deux formes, en fonction de la fin vers laquelle le joueur s'oriente : la première, l'Incubator, possède les traits d'une jeune femme brune entourée d'un halo blanc, et représente l'image mentale qu'Alessa se fait de Dieu. L'autre, l'Incubus, prend la forme d'un démon semblable aux représentations de Baphomet, et représente l'image mentale que Dahlia Gillespie se fait de Dieu.

## Système de jeu

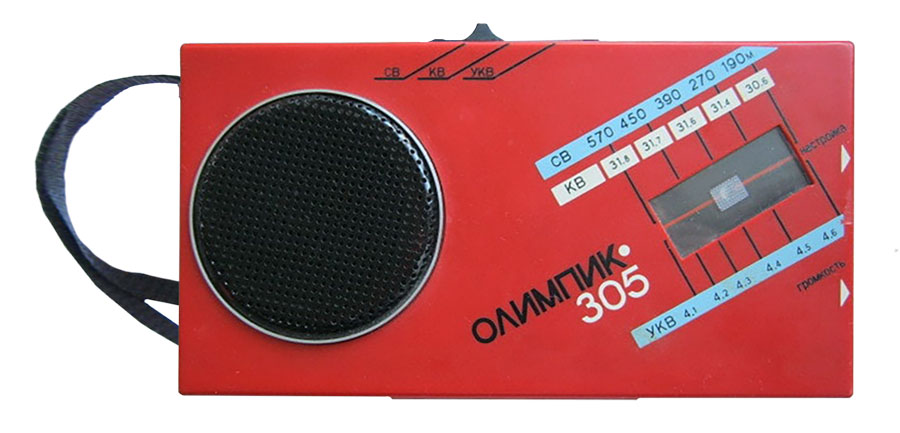
Une radio semblable à celle que récupère Harry Mason au début de l'aventure.

Le joueur contrôle le protagoniste Harry Mason, qui a pour objectif de retrouver sa fille Cheryl disparue. Il peut explorer la ville, combattre les monstres et doit résoudre des énigmes pour progresser. Le jeu n'a aucun HUD et le joueur voit la santé et l'inventaire du personnage par un menu dédié.
Au cours de son périple, Harry peut récupérer des armes à feu et des armes blanches, mais le personnage n'étant pas formé au combat, il perd son souffle après une course trop longue et a du mal à viser. Si le joueur utilise une manette DualShock, les vibrations de la manette peuvent indiquer la santé du personnage.
Le personnage évolue constamment dans un brouillard opaque, dans la pénombre ou dans le noir (dans l'otherworld dont les monstres sont plus présents et plus forts), qui ne lui permettent pas d'appréhender ce qui va survenir. Au début de l'aventure, Harry récupère une radio portable cassée et une lampe de poche. La première émet un grésillement lorsque des créatures se trouvent à proximité ; la seconde lui permet d'éclairer l'environnement immédiat ou de visualiser la carte des lieux mais a l'inconvénient d'attirer l'attention des monstres.
Le jeu se joue en vue à la troisième personne. La progression du joueur peut être vue par des cartes, récupérables dans chaque zone et complétées au fur et à mesure de l'exploration (impasses, objectifs à atteindre...).
Le jeu propose trois modes de difficulté : « Easy » (facile), « Normal » (normale) et « Hard » (difficile). Ces modes influent sur la résistance d'Harry et des ennemis, et sur le nombre de cartouches des boîtes de munitions.

## Développement
Le développement de Silent Hill a commencé en 1996 au sein de Konami Computer Entertainment Tokyo, par une équipe nouvellement créée, composée principalement de jeunes employés, rétroactivement baptisée Team Silent. Le jeu est dirigé par Keiichiro Toyama, dont il s'agit de la première expérience en tant que director. Sans expérience particulière dans le domaine de l'horreur, et peu amateur des films d'horreur sanglants, Toyama a puisé son inspiration dans des thèmes et œuvres fantastiques, comme les sciences occultes, les théories sur la vie extra-terrestre, ainsi que les films de David Lynch. Pour autant, il n'avait pas l'impression que Silent Hill soit un jeu d'horreur, avant que les retours des joueurs après la sortie ne soulignent un réel sentiment de peur.
La ville de Silent Hill est une représentation de la ville américaine telle qu'imaginée par l'équipe de développement majoritairement japonaise. Celle-ci s'est donc inspirée d’œuvres de littérature et de cinéma occidentales : par exemple, certains éléments de décor de l'école Midwich sont repris directement du film Un flic à la maternelle.
La fin bonus, dans laquelle Harry est enlevé par des aliens, a été insérée dans le jeu à la suite d'une suggestion dans une boîte à idées dont le but était d'imaginer une explication humoristique aux événements surnaturels survenant à Silent Hill. D'autres suggestions ont été proposées, dont l'une, « à cause d'un chien », a servi d'inspiration à la fin bonus de Silent Hill 2.

### Un nouveau courant du jeu d'horreur
L'arrivée de Silent Hill marque une nouvelle approche du genre. Jusqu'à présent, le survival horror était surtout représenté par Resident Evil de Shinji Mikami, le jeu qui a popularisé le genre. Alors que ce dernier est davantage tourné vers l'action et la peur panique, Silent Hill a apporté une dimension plus psychologique qui mise sur les émotions et la psychanalyse. L'atmosphère oppressante repose beaucoup sur la mise en scène (bande-son, cadrages, 3D temps réel) et sur les aspirations ésotériques du scénario.

### Aspects techniques
Le brouillard omniprésent dans les environnements extérieurs est utilisé pour compenser la distance d'affichage, limitée par la puissance de la console.

### Équipe de développement

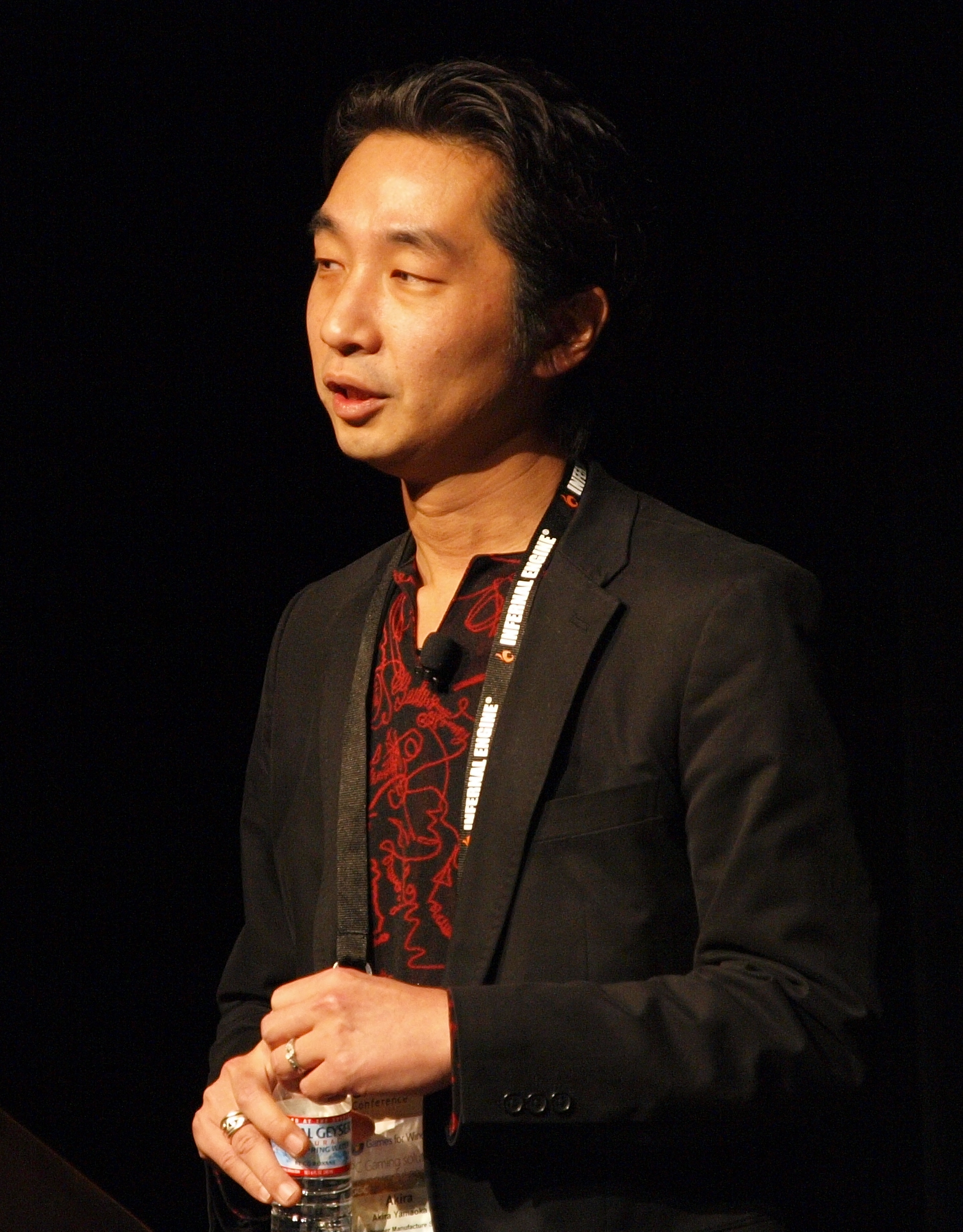
Akira Yamaoka compose les musiques et dirige l'environnement sonore du jeu.